# René-Pierre Quentin
Pour les articles homonymes, voir Quentin (homonymie).
René-Pierre Quentin est un joueur de football suisse né le 5 août 1943 à Collombey-Muraz, en Valais. Il est l'oncle de Yvan, aussi international suisse, qui participa à la Coupe du monde 1994.

## Équipe nationale
34 sélections, 10 buts.